# Delphyre nigra
Delphyre nigra là một loài bướm đêm thuộc phân họ Arctiinae, họ Erebidae.